# Santa Dreimane
Santa Dreimane (Cēsis, 27 luglio 1985) è un'ex cestista lettone.
Alta 176 cm, ha giocato come guardia nella Delser Udine in serie A2.

## Carriera
Con la Lettonia ha disputato i Campionati europei del 2007.